# Палати
Палати (від лат. palatium — палац, чертог) — термін, що позначає давньоруські та середньовічні російські, переважно житлові, кам'яні або цегляні споруди. Будувалися, як правило, у два-три або більше поверхів. Словом палата називалося найбільше в палатах приміщення, зал. Зверху палат міг бути надбудований кам'яний або, частіше, дерев'яний терем. Не слід змішувати палати з хоромами, які були дерев'яними.
Слово має грецьке походження, ось як описує його Прокопій Кесарійський у своїй розповіді «Війна з вандалами», написаному в VI столітті нової ери: «… царський будинок римляни, наслідуючи грекам, називають палатами. Оскільки якийсь Паллад, родом еллін, ще до взяття Трої оселився в цьому місці і побудував тут чудовий будинок, вони стали називати це будова палати; Август, ставши автократором, вирішив зробити його своїм місцеперебуванням, і з того часу палати називають приміщення, в якому перебуває цар.» (Прокопій Кесарійський «Війна з вандалами. Книга перша», гл. XXI)